# Chelsi Smith
Chelsi Mariam Pearl Smith (n. 23 august 1973, Redwood City, California, SUA – d. 8 septembrie 2018, Los Angeles, California, SUA) a fost un fotomodel american. Chelsi a fost aleasă la un concurs de frumusețe, Miss USA și în mai 1995 Miss Universe.